# フルートと管弦楽のためのアンダンテ
フルートと管弦楽のためのアンダンテ ハ長調Kv.315は、ヴォルフガング・アマデウス・モーツァルトがオランダの裕福な商人フェルディナン・ド・ジャン（またはフェルディナント・デ・ヨング）の依嘱に応じて作曲した一連のフルート協奏曲の一つ。1778年の作。おそらくフルート協奏曲 第1番Kv.313の緩徐楽章（アダージョ・マ・ノン・トロッポ）の代替楽章として作曲された。
おそらくはド・ジャンがフルート協奏曲第1番の初版のアダージョ楽章を嫌ったために、より短いアンダンテ楽章をその代わりとして作曲したか、または、ド・ジャンのために3つめのフルート協奏曲を作曲するためにこの楽章を完成させながら、残りの両端楽章に着手することのないまま終わったものと推察されている。
素朴だが魅力的な旋律が美しく、時おりピアノ伴奏版で演奏会のアンコールピースなどとして取り上げられる。
楽器編成はKv.313に同じく、2管編成を採っている。

## 註
1. ↑  Andante in C Major K. 315. Mutopia Project.
2. ↑  Andante for flute & orchestra in C major, K. 315 (K. 285e). All Music Guide.